# Leichtathletik-Europameisterschaften 1958/100 m der Frauen

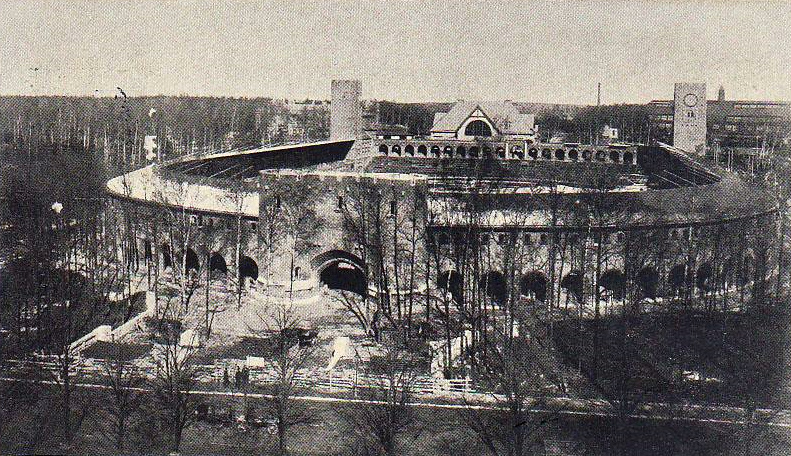
Ansichtskarte des Stockholmer Olympiastadions aus dem Jahr 1912

Der 100-Meter-Lauf der Frauen bei den Leichtathletik-Europameisterschaften 1958 wurde am 20. und 21. August 1958 im Stockholmer Olympiastadion ausgetragen.
Europameisterin wurde die Britin Heather Young. Sie gewann vor der sowjetischen Sprinterin Wera Krepkina. Bronze ging an die deutsche Olympiazweite von 1956 Christa Stubnick.

## Rekorde

### Bestehende Rekorde
| Weltrekord           | 11,3 s | Shirley Strickland de la Hunty | Warschau, Polen     | 4. August 1955            |
| Europarekord         | 11,5 s | Giuseppina Leone               | Bologna, Italien    | 21. Oktober 1956          |
| Meisterschaftsrekord | 11,7 s | Fanny Blankers-Koen            | EM Brüssel, Belgien | 24. August 1952 (Vorlauf) |
| Meisterschaftsrekord | 11,7 s | Fanny Blankers-Koen            | EM Brüssel, Belgien | 25. August 1952 (Finale)  |

### Rekordeinstellung / -verbesserung
Die britische Europameisterin Heather Young egalisierte den bestehenden EM-Rekord einmal und verbesserte ihn einmal:
- 11,7 s – dritter Vorlauf, 20. August (keine Windangabe)
- 11,6 s – erstes Halbfinale, 21. August bei einem Rückenwind von 1,7 m/s

## Vorrunde
20. August 1958, 10.30/15.55 Uhr
Die Vorrunde wurde in sechs Läufen durchgeführt. Die ersten drei Athletinnen pro Lauf – hellblau unterlegt – qualifizierten sich für das Halbfinale.

### Vorlauf 1
| Platz | Name                | Nation         | Zeit (s) |
| ----- | ------------------- | -------------- | -------- |
| 1     | Walentyna Maslowska | Sowjetunion    | 11,8     |
| 2     | Inge Fuhrmann       | Deutschland    | 11,9     |
| 3     | Dorothy Hyman       | Großbritannien | 12,0     |
| 4     | Reidun Buer         | Norwegen       | 12,8     |

### Vorlauf 2
| Platz | Name             | Nation      | Zeit (s) |
| ----- | ---------------- | ----------- | -------- |
| 1     | Nonna Poljakowa  | Sowjetunion | 11,9     |
| 2     | Christa Stubnick | Deutschland | 11,9     |
| 3     | Joke Bijleveld   | Niederlande | 12,1     |
| 4     | Vivi Markussen   | Dänemark    | 12,5     |

### Vorlauf 3
| Platz | Name               | Nation         | Zeit (s) |
| ----- | ------------------ | -------------- | -------- |
| 1     | Heather Young      | Großbritannien | 11,7 CRe |
| 2     | Elżbieta Ćmok      | Polen          | 12,0     |
| 3     | Juliette Angenieux | Frankreich     | 12,2     |
| 4     | Alice Fischer      | Schweiz        | 12,4     |

### Vorlauf 4

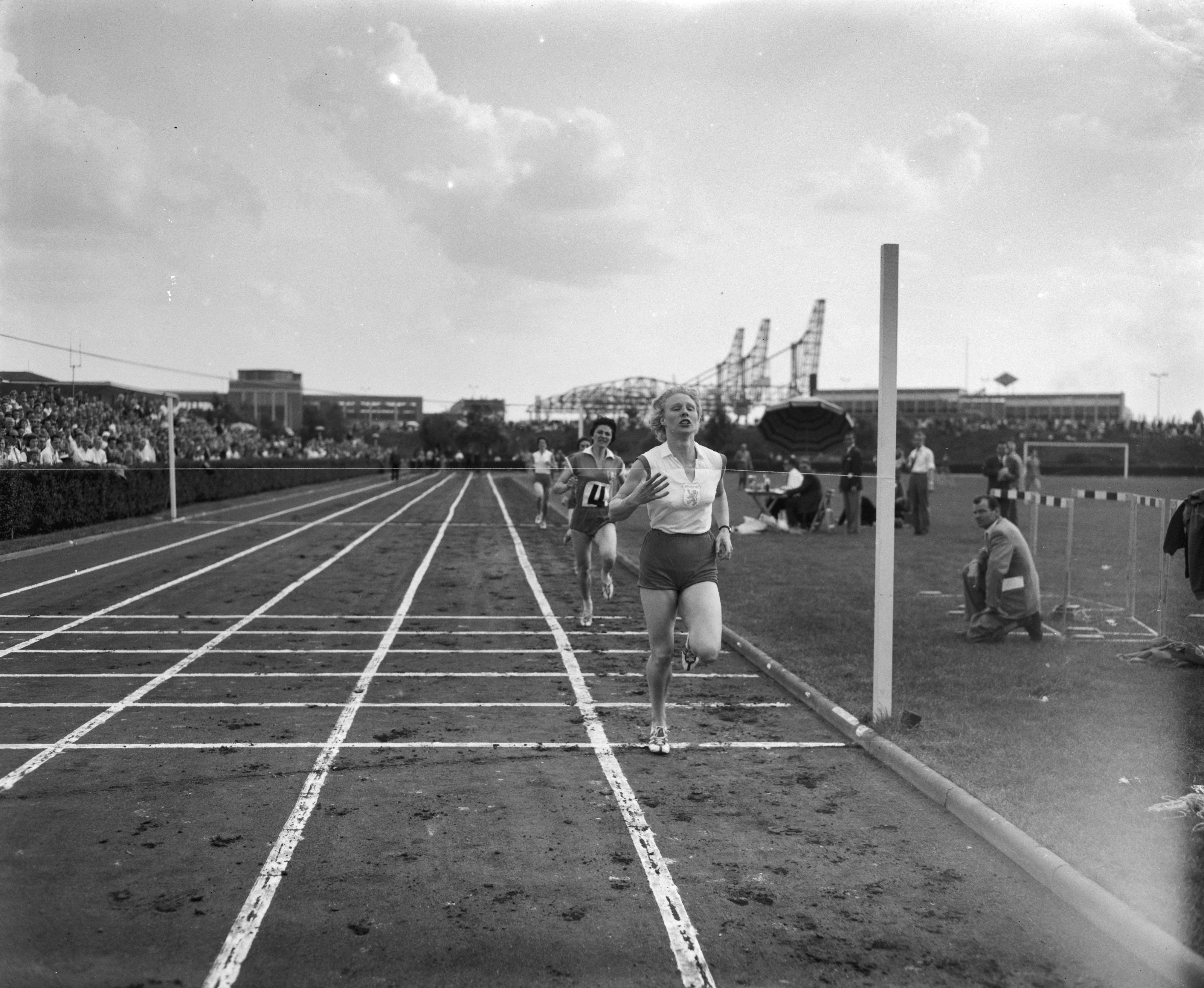
Ine Spijk (hier als 800-Meter-Siegerin im Jahr 1960) schied als Vierte des vierten Vorlaufs aus

| Platz | Name                | Nation         | Zeit (s) |
| ----- | ------------------- | -------------- | -------- |
| 1     | Madeleine Weston    | Großbritannien | 12,0     |
| 2     | Barbara Janiszewska | Polen          | 12,1     |
| 3     | Britt Mårtensson    | Schweden       | 12,4     |
| 4     | Ine Spijk           | Niederlande    | 12,5     |
| 5     | Alice Merz          | Schweiz        | 13,4     |

### Vorlauf 5

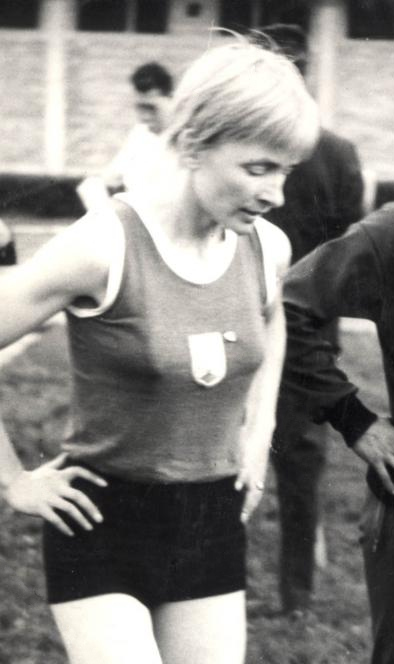
Ihr fünfter Platz im fünften Vorlauf reichte für Olga Šikovec nicht, um im Halbfinale dabei zu sein

| Platz | Name                  | Nation      | Zeit (s) |
| ----- | --------------------- | ----------- | -------- |
| 1     | Wera Krepkina         | Sowjetunion | 11,9     |
| 2     | Anni Biechl           | Deutschland | 12,0     |
| 3     | Catherine Capdevielle | Frankreich  | 12,1     |
| 4     | Sandra Valenti        | Italien     | 12,3     |
| 5     | Olga Šikovec          | Jugoslawien | 12,4     |

### Vorlauf 6
| Platz | Name               | Nation       | Zeit (s) |
| ----- | ------------------ | ------------ | -------- |
| 1     | Giuseppina Leone   | Italien      | 12,0     |
| 2     | Johanna Bloemhof   | Niederlande  | 12,1     |
| 3     | Celina Jesionowska | Polen        | 12,4     |
| 4     | Friedl Murauer     | Österreich   | 12,4     |
| 5     | Stella Mousouri    | Griechenland | 13,1     |

## Halbfinale
21. August 1958, 15.00 Uhr
In den drei Halbfinalläufen qualifizierten sich die jeweils ersten beiden Athletinnen – hellblau unterlegt – für das Finale.

### Lauf 1

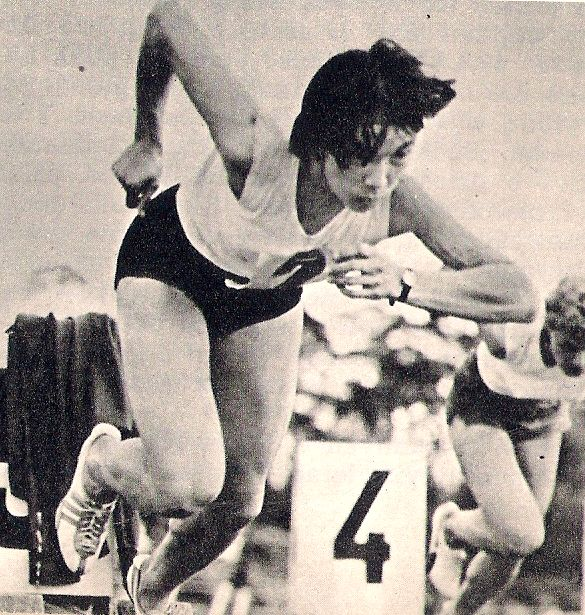
Elżbieta Ćmok – ausgeschieden als Sechste des ersten Halbfinals

Wind: +1,7 m/s
| Platz | Name                  | Nation         | Zeit (s) |
| ----- | --------------------- | -------------- | -------- |
| 1     | Heather Young         | Großbritannien | 11,6 CR  |
| 2     | Wera Krepkina         | Sowjetunion    | 11,8     |
| 3     | Anni Biechl           | Deutschland    | 11,9     |
| 4     | Catherine Capdevielle | Frankreich     | 11,9     |
| 5     | Britt Mårtensson      | Schweden       | 12,3     |
| 6     | Elżbieta Ćmok         | Polen          | 12,3     |

### Lauf 2

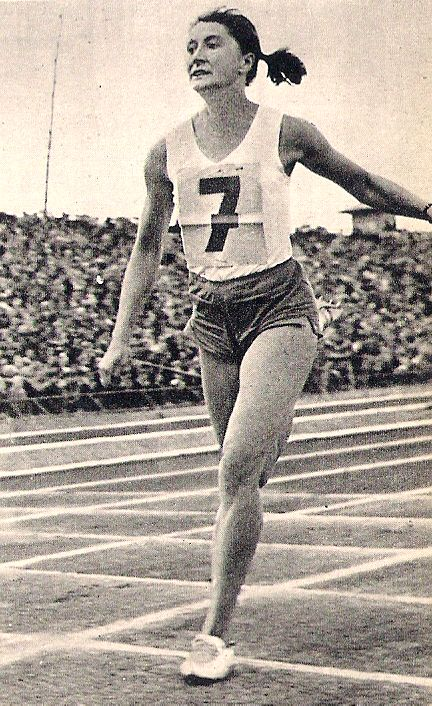
Im zweiten Halbfinale ausgeschieden: Celina Jesionowska

Wind: +1,0 m/s
| Platz | Name                | Nation         | Zeit (s) |
| ----- | ------------------- | -------------- | -------- |
| 1     | Christa Stubnick    | Deutschland    | 11,8     |
| 2     | Walentyna Maslowska | Sowjetunion    | 11,9     |
| 3     | Johanna Bloemhof    | Niederlande    | 12,2     |
| 4     | Celina Jesionowska  | Polen          | 12,2     |
| 5     | Dorothy Hyman       | Großbritannien | 12,3     |
| 6     | Juliette Angenieux  | Frankreich     | 12,6     |

### Lauf 3

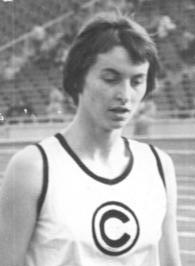
Inge Fuhrmann – ausgeschieden als Vierte des dritten Halbfinals
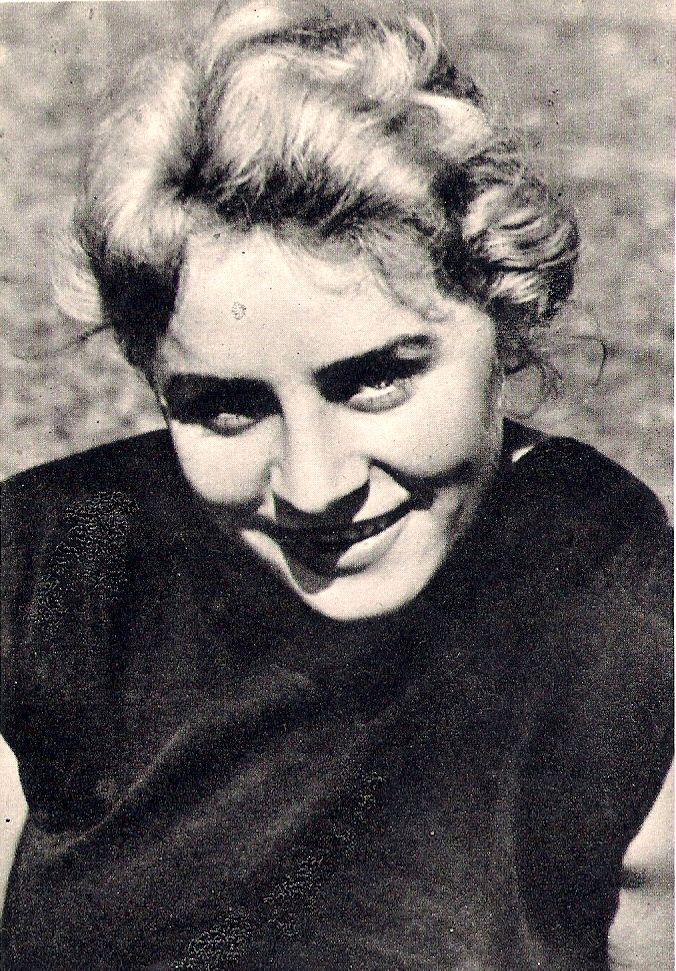
Barbara Janiszewska, zwei Tage später Europameisterin über 200 Meter, schied als Fünfte des dritten Halbfinallaufs aus
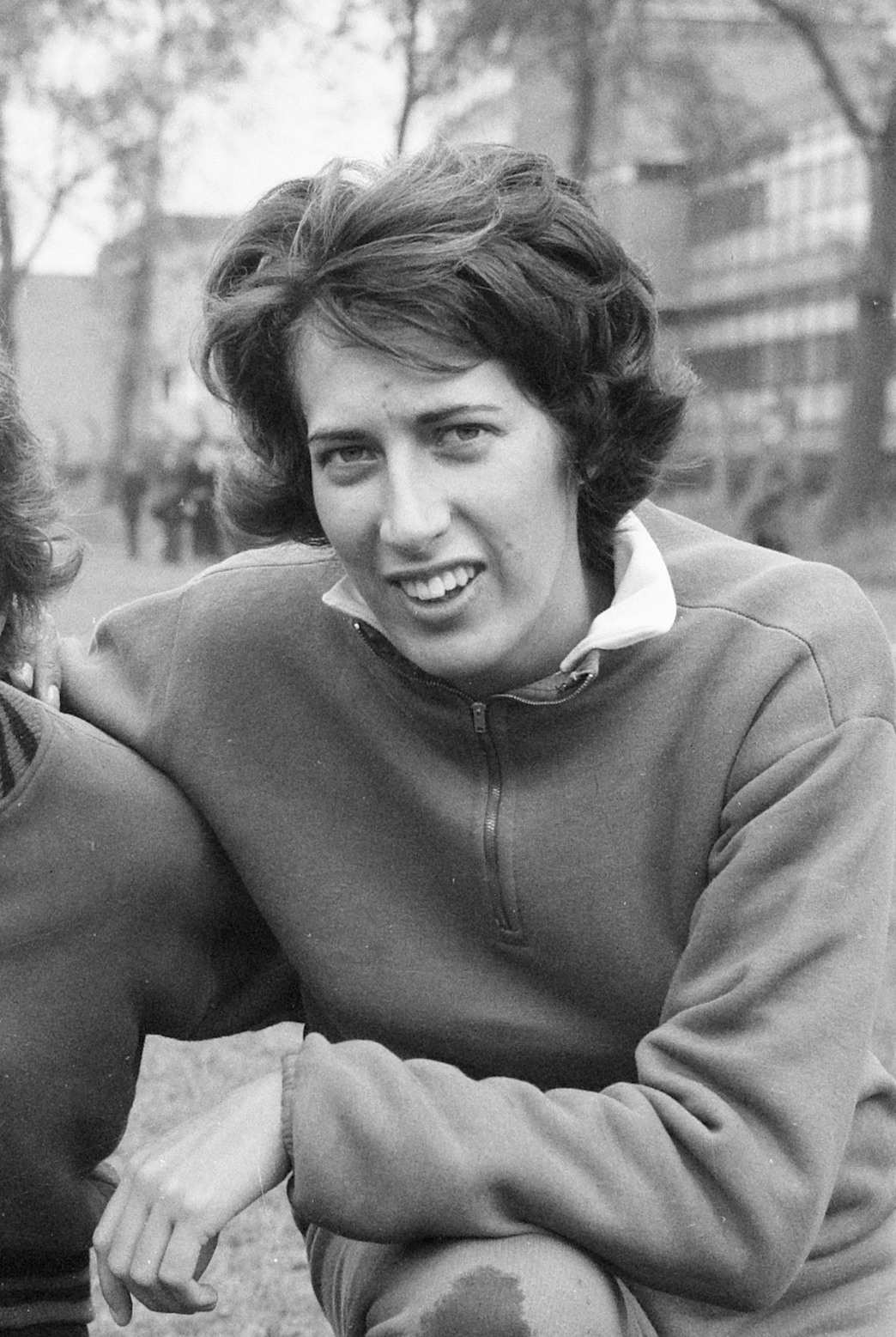
Joke Bijleveld – ausgeschieden als Sechste des dritten Halbfinals

Wind: +1,0 m/s
| Platz | Name                | Nation         | Zeit (s) |
| ----- | ------------------- | -------------- | -------- |
| 1     | Madeleine Weston    | Großbritannien | 11,7     |
| 2     | Giuseppina Leone    | Italien        | 11,8     |
| 3     | Nonna Poljakowa     | Sowjetunion    | 11,9     |
| 4     | Inge Fuhrmann       | Deutschland    | 12,0     |
| 5     | Barbara Janiszewska | Polen          | 12,1     |
| 6     | Joke Bijleveld      | Niederlande    | 12,3     |

## Finale

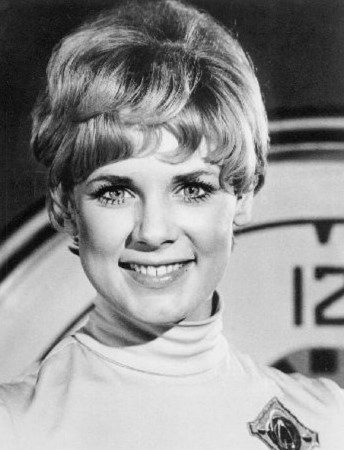
Europameisterin Heather Young – 1954 hatte sie Platz sechs erreicht
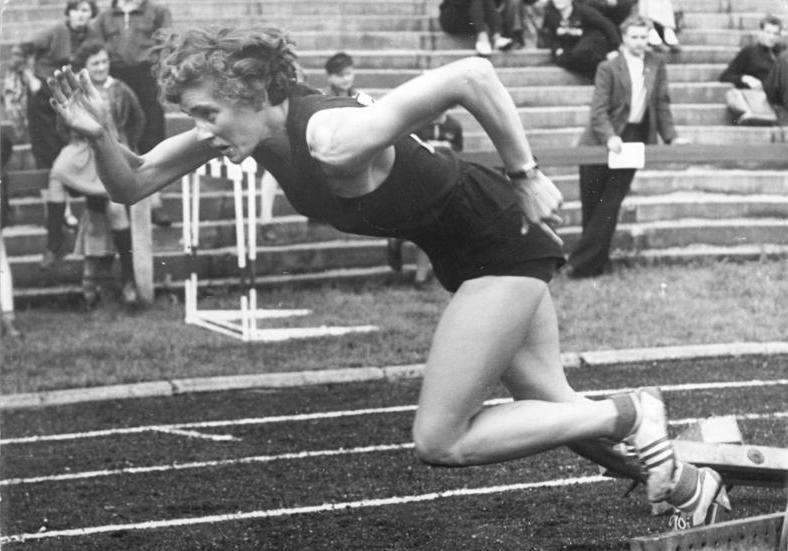
Bronzemedaille für die Olympiazweite von 1956 Christa Stubnick

21. August 1958, 18.00 Uhr
Wind: −1,0 m/s
| Platz | Name                | Nation         | Zeit (s) |
| ----- | ------------------- | -------------- | -------- |
| 1     | Heather Young       | Großbritannien | 11,7     |
| 2     | Wera Krepkina       | Sowjetunion    | 11,7     |
| 3     | Christa Stubnick    | Deutschland    | 11,8     |
| 4     | Madeleine Weston    | Großbritannien | 11,8     |
| 5     | Giuseppina Leone    | Italien        | 11,8     |
| 6     | Walentyna Maslowska | Sowjetunion    | 11,9     |